# 小型深海蚶
小型深海蚶（学名：Bathyarca kvurokusimana），是魁蛤目魁蛤科深海蚶属的一种。主要分布于中国大陆，常栖息在潮下带20-500米。